# Érika
Érika, właśc. Érika Cristiano dos Santos (ur. 4 lutego 1988 w São Paulo) – brazylijska piłkarka, grająca na pozycji obrońcy, pomocnika i napastnika.

## Kariera piłkarska

### Kariera klubowa
Wychowanka klubu Associação Sabesp. W 2003 roku w rozpoczęła karierę piłkarską barwach Juventusu. W 2005 przeniosła się do Santosu. W 2009 została zaproszona do amerykańskiego FC Gold Pride, ale po pół roku wróciła do Santosu. W 2010 broniła barw Foz Cataratas, a potem znów wróciła do Santosu. W 2012 została piłkarką Centro Olímpico. W sierpniu 2015 roku piłkarka razem z rodaczką Cristianą dokonali podwójnego transferu do francuskiego Paris Saint-Germain. Po wygaśnięciu kontraktu w 2018 wróciła do Brazylii, gdzie potem podpisała kontrakt z Corinthians.

### Kariera reprezentacyjna
17 listopada 2006 debiutowała w narodowej reprezentacji Brazylii w meczu przeciwko Boliwii. Wcześniej była powoływana do juniorskiej reprezentacji.

## Sukcesy i odznaczenia

### Sukcesy piłkarskie
Brazylia
- uczestnik Mistrzostw świata: Niemcy 2011
- mistrz świata U-20: Chile 2006, Brazylia 2008
- wicemistrz Igrzysk Olimpijskich: Pekin 2008
- zwycięzca Copa América: Ekwador 2010, Chile 2018
- mistrz Igrzysk panamerykańskich: Kanada 2015
- zwycięzca Torneio Internacional de Futebol Feminino: 2009, 2011, 2012, 2014

Santos FC
- zwycięzca Copa Libertadores Femenina: 2009
- zdobywca Pucharu Brazylii: 2008, 2009
- zwycięzca Copa Mercosul: 2006
- mistrz Liga Nacional: 2007
- mistrz Campeonato Paulista: 2007

Foz Cataratas
- mistrz Campeonato Paranense: 2010

Paris Saint-Germain
- zdobywca Pucharu Francji: 2017/18

Corinthians
- zwycięzca Copa Libertadores: 2019
- mistrz Pucharu Brazylii: 2018, 2020
- mistrz Campeonato Paulista: 2019, 2020